# 宮津市立栗田中学校
宮津市立栗田中学校（みやづしりつ くんだちゅうがっこう）は、京都府宮津市にある公立中学校。

## 所在地
- 京都府宮津市字上司1525番地

## 沿革
- 1947年（昭和22年）5月1日 - 宮津市立栗田小学校の校舎を利用して設立、開校。

## 通学区域
以下の小学校区。
- 宮津市立栗田小学校

## 周辺
- 国道178号
- 京都府道605号栗田半島線
- 京都丹後鉄道栗田駅
- 宮津市立栗田小学校
- 京都府立海洋高等学校

## 通学区域が隣接している学校
- 宮津市立宮津中学校
- 舞鶴市立加佐中学校